# Талаганте (провинция)
Провинция Талаганте  (исп. Provincia de Talagante) — провинция в Чили в составе Столичной области.
Включает в себя 5 коммун.
Территория — 601,9 км². Численность населения — 299 830 жителей (2017). Плотность населения — 498,14 чел./км².
Административный центр — Талаганте.

## География
Провинция расположена в центральной части Столичной области.
Провинция граничит:
- на севере — провинции Сантьяго
- на востоке — провинция Майпо
- на юге — провинция Майпо
- на западе — провинции Мелипилья

## Административное деление
Провинция включает в себя 5 коммун:
- Исла-де-Майпо. Административный центр — Исла-де-Майпо.
- Эль-Монте. Административный центр — Эль-Монте.
- Падре-Уртадо. Административный центр — Падре-Уртадо.
- Пеньяфлор. Административный центр — Пеньяфлор.
- Талаганте. Административный центр — Талаганте.

## Демография
Согласно сведениям, собранным в ходе переписи 2017 г. Национальным институтом статистики (INE),  население провинции составляет:
| Полное население                            | Полное население                            | Полное население                            | Полное население                            | Полное население                            | 299 830 |
| ------------------------------------------- | ------------------------------------------- | ------------------------------------------- | ------------------------------------------- | ------------------------------------------- | ------- |
| в том числе:                                | Городское население                         | 254 987                                     | Процент городского населения, %             | 85,04                                       |         |
|                                             | Сельское население                          | 44 843                                      | Процент сельского населения, %              | 14,96                                       |         |
|                                             | Мужское население                           | 148 009                                     | Процент мужского населения, %               | 49,36                                       |         |
|                                             | Женское население                           | 151 821                                     | Процент женского населения, %               | 50,64                                       |         |
| Плотность населения, чел/км²                | Плотность населения, чел/км²                | Плотность населения, чел/км²                | Плотность населения, чел/км²                | Плотность населения, чел/км²                | 498,14  |
| Население провинции в % к населению области | Население провинции в % к населению области | Население провинции в % к населению области | Население провинции в % к населению области | Население провинции в % к населению области | 4,22    |

| Динамика изменения населения провинции | Динамика изменения населения провинции | Динамика изменения населения провинции | Динамика изменения населения провинции |
| -------------------------------------- | -------------------------------------- | -------------------------------------- | -------------------------------------- |
| 1992                                   | 2002                                   | 2012                                   | 2017                                   |
| 166 654                                | 217 449▲                               | 268 074▲                               | 299 830▲                               |